# Vlag van Lambertschaag

Vlag van Lambertschaag

De vlag van Lambertschaag is op 1 september 2008 door Stichting Historisch Lambertschaag-Lambertschaag vastgesteld als de dorpsvlag van de Noord-Hollandse dorp Lambertschaag. De vlag kan als volgt worden beschreven:
Twee even hoge banen van geel en blauw, met in het midden van de vlag een witte ovaal van 3/5 vlaghoogte en 4/5 vlaglengte; met daarin een zwarte zwemmende paling.
De vlag is ontworpen door Hans van Heijningen.
Abbekerk
· Assendelft
· Bergen
· Bovenkarspel
· Buitenveldert
· Bussum
· De Rijp
· Driemond
· Groet
· Grootschermer
· Graft
· Hauwert
· Huisduinen
· Julianadorp
· Koog aan de Zaan
· Krommenie
· Krommeniedijk
· Lambertschaag
· Marken
· Middelie
· Muiden
· Muiderberg
· Naarden
· Nauerna
· Nibbixwoud
· Nieuw-Vennep
· Omval
· Opperdoes
· Rijsenhout
· Sijbekarspel
· Sint Pancras
· Sloten
· Spaarndam
· Vogelenzang
· Weesp
· Wijk aan Zee
· Wormerveer
· Zaandijk
· Zwaagdijk-West